# Kodokushi
En Japón, se conoce como kodokushi (孤独死?   literalmente "muerte solitaria") a un fenómeno que consiste en que una persona muere en soledad y no es descubierta durante un largo periodo de tiempo. Se ha convertido en un problema social cada vez mayor en el país nipón, ya que se atribuye a los problemas económicos y al envejecimiento de la población. También se conoce como koritsushi (孤立死?   "muerte en aislamiento"), y dokkyoshi (独居死?   "muerte viviendo solo").

## Historia
El kodokushi se documentó por primera vez en los periódicos japoneses durante la década de 1970, y ya en 1973 se comenzaron a realizar estudios sobre el fenómeno, a través de encuestas realizadas por el Consejo Nacional de Bienestar Social.  El primer caso que trascendió a los medios de comunicación japoneses a nivel nacional fue en el año 2000, cuando se encontró el cadáver de un hombre de 69 años tres años después de su muerte; el alquiler mensual y las facturas de los suministros se le habían cobrado automáticamente de su cuenta bancaria y no fue hasta que se acabaron sus ahorros cuando se descubrió su esqueleto en su casa. El cuerpo había sido consumido por los gusanos y los escarabajos.

## Estadísticas
Las estadísticas disponibles sobre el kodokushi suelen ser incompletas o inexactas. La cadena pública japonesa NHK informó de que 32.000 ancianos de todo el país habían muerto solos en el año 2009. El número de casos de kodokushi se triplicó entre 1983 y 1994, con 1.049 muertes solitarias registradas en Tokio en 1994. En 2008, se registraron más de 2.200 muertes en solitario en Tokio. En 2011 se registraron cifras similares. Una empresa privada de mudanzas de Osaka señaló que el 20% de las mudanzas que realizaba (300 al año) consistían en retirar las pertenencias de personas que habían fallecido en soledad. Aproximadamente el 4,5% de los funerales celebrados en 2006 estuvieron relacionados con casos de kodokushi.
El kodokushi afecta sobre todo a hombres de 50 años o más.

## Causas
Se han propuesto varias razones para el aumento de casos de kodokushi. Una de ellas es el creciente aislamiento social derivado de la evolución de los patrones familiares japoneses. Con el paso de los años, ha pasado de estar formada por un mínimo de tres generaciones conviviendo bajo el mismo techo a familias formadas por un número cada vez menor de miembros, y cada vez más personas optan por vivir solas. Estas personas suelen carecer de vínculos sociales con familiares y vecinos, por lo que es más probable que mueran solas sin que nadie se percate de ello.
Según datos del Ministerio de Sanidad, Trabajo y Bienestar de Japón, el número de personas mayores que viven solas ha aumentado en los últimos años. En 1980 había aproximadamente 193.000 hombres que vivían solos (el 4,3%) y en 2010 esta cifra había crecido a 1,46 millones (11,6%). En el caso de las mujeres, la cifra era de unas 688.000 en 1980 (el 11,2%) y de 3,52 millones en 2010 (20,8%). La mayoría de los ancianos japoneses prefieren vivir en su propia casa que en un centro asistencial, lo que crea la situación ideal para el kodokushi.
También se han apuntado razones económicas para este fenómeno. Son numerosos los casos de kodokushi en personas que recibían prestaciones sociales o disponían de bajos recursos económicos. Asimismo, se ha sugerido que el «espíritu japonés de aguantar sin quejarse», o gaman, no anima a las personas necesitadas a pedir ayuda a vecinos y administraciones. A ello hay que añadir la recesión económica que sufre Japón desde 1990, que se considera un factor que contribuye al aumento de las muertes en soledad. Desde 1990, muchos hombres de negocios japoneses se han visto obligados a jubilarse anticipadamente. Muchos de ellos no han contraído nunca matrimonio y se ven socialmente aislados tras abandonar la empresa.
Masaki Ichinose, director del Instituto de Estudios sobre la Muerte y la Vida de la Universidad de Tokio, plantea la hipótesis de que el aumento de los kodokushi guarda relación con la cultura contemporánea de Japón, que ignora la muerte. Hace varios cientos de años, los japoneses eran testigos cotidianos de la muerte; un ejemplo de ello es que los cadáveres los solían enterrar los miembros de la familia. En cambio, en el Japón moderno, hay menos oportunidades de presenciar la muerte y no se habla abiertamente de ella.
Entre las razones psicológicas que se plantean para el aumento del kodokushi se encuentran la apatía social y el estrés vital. El aislamiento social se adopta como mecanismo de defensa para eludir las situaciones estresantes. Los estudiosos también han analizado cómo «el discurso contemporáneo construye el kodokushi como una "mala muerte" y como prueba del deterioro de los vínculos sociales "tradicionales"».

## Respuesta
Algunos distritos de Japón han puesto en marcha campañas de concienciación y movimientos destinados a prevenir las muertes en soledad. Los funcionarios del distrito de Shinjuku, en Tokio, han iniciado una campaña sobre el kodokushi entre cuyas actividades se incluyen eventos sociales programados y comprobaciones sobre el estado de salud de los residentes de edad avanzada. Algunas asociaciones especializadas en la prevención de este fenómeno se encargan de distribuir folletos entre los ancianos, y comprueban también si se ha sacado la basura o no, para saber inmediatamente si la persona sigue viva.

## En otros países
En Hong Kong y Corea del Sur este fenómeno ha sido considerado preocupante pues, al igual que Japón, ambos países cuentan con poblaciones envejecidas y un número cada vez mayor de ancianos que viven solos y aislados.